# Strindberg (krater)
För andra betydelser, se Strindberg (olika betydelser).
Strindberg är en nedslagskrater på planeten Merkurius. Strindberg är ungefär 189 kilometer i diameter.
1979 namngavs den efter den svenske författaren August Strindberg.